# 다케다 노부히로 (1965년)
다케다 노부히로(일본어: 武田 亘弘, 1965년 3월 22일 ~ )는 일본의 전 축구 선수이다.

## 구단 경력
1987년 일본 사커 리그의 혼다 기연에 입단했다. 1993년까지 85경기에 출전. 1994년 재팬 풋볼 리그의 세레소 오사카로 이적했다. 1994년 재팬 풋볼 리그 우승으로 J1리그로 승격했다. 1997년후 현역 은퇴.